# 크리스 휸

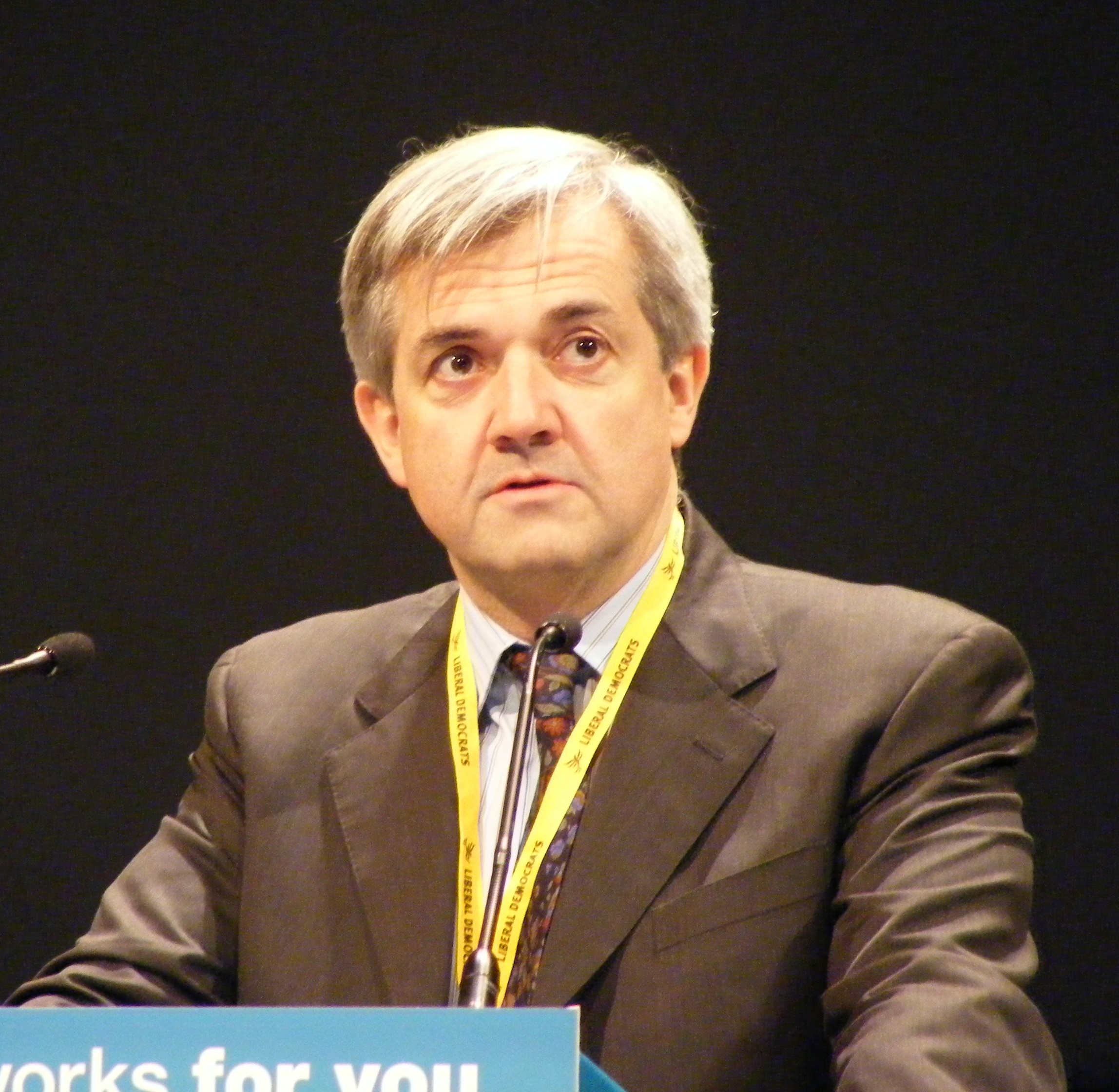
크리스 휸 (2010년)

크리스 휸(영어: Chris Huhne, 1954년 7월 2일 ~ )은 영국 자유민주당의 전 정치인이자 기자로, 현재는 에너지 기후변화 전문 컨설턴트로 활동하고 있다. 2005년부터 2013년까지 이스트리 지역구 의원을 지냈고, 2010년부터 2012년까지 보수당-자민당 연립내각에서 에너지기후변화장관을 지냈다. 한때 영국 자유민주당 대표 선거에도 두 차례 나섰으나 2006년에는 멘지스 캠벨 후보에게, 2007년에는 닉 클레그 후보에게 아쉬운 격차로 패배했다. 2010년에는 연립내각 협상에서 자민당 협상대표로 참여하기도 했다.
2012년 2월 3일, 속도위반 사건에 대한 공무집행방해 혐의로 기소되어 영국 내각에서 물러났다. 2003년 당시 휸의 아내 비키 프라이스가 운전하곤 했는데, 남편의 벌점도 대신 받아준 덕에 운전면허 정지도 피할 수 있었다고 주장했다. 휸 장관은 혐의를 부인했으나 2013년 2월 4일부터 열린 재판에서 입장을 바꿔 자신이 유죄라고 답변, 국회의원직을 사퇴하고 추밀원에서도 물러났다. 3월 11일 서더크 왕립 법원은 휸 전 장관과 아내 프라이스에게 공무집행방해죄로 실형 8개월을 선고하였으며, HM 레이힐 형무소에 9주 동안 수감되었다가 풀려났다. 정계은퇴 후인 2013년 9월부터 2014년 8월까지 《가디언》 지에 주간칼럼을 연재했다.